# Anne-Lise Thurler
Anne-Lise Thurler (* 5. November 1960 in Freiburg im Üechtland; † 17. Januar 2008 in Villeneuve, Kanton Waadt) war eine Schweizer Schriftstellerin.

## Leben
Thurler hat an der Universität Lausanne Politikwissenschaft studiert und mit dem Lizenziat abgeschlossen. Thurler gehörte der Gruppe Olten an und war Mutter zweier Kinder.

## Auszeichnungen
- 1995: Einzelwerkpreis der Schweizerischen Schillerstiftung
- 2000: Prix Planète Bleue
- 2004: Prix de la Société littéraire de Genève

## Werke

### Originalausgaben
- Scènes de la mort ordinaire. Zoé, Genève 1994
- Le Crocodile ne dévore pas le pangolin. Zoé, Genève 1996
- L’enfance en miettes. Zoé, Genève 1998
- L’enfant et le pangolin au pays des crocodiles. CD et dossier pédagogique. Ed. L.E.P., Le Mont-sur-Lausanne 1998
- Phantasia. CD et dossier pédagogique. Ed. L.E.P., Le Mont-sur-Lausanne 2000
- Lou du fleuve. Zoé, Genève 2000
- Marie-Mo et le pangolin à l’anniversaire du roi Finard. CD et dossier pédagogique. Ed. L.E.P., Le Mont-sur-Lausanne 2002
- Aube noire sur la plaine des merles (mit Selajdin Doli). Clé de sel, Fribourg 2003
- La fille au balcon. Récit d’une enfance bourgeoise. Zoé, Genève 2007

### Deutsche Übersetzungen
- Marie-Mo und Pangolin an der Geburtstagsfeier des Königs Schlaudumm, übersetzt von Barbara Erni. Mit Audio-CD, Arbeitsunterlagen und Spiel. Editions LEP, Le Mont-sur-Lausanne 2002, ISBN 2-606-01024-8